# Bernhard Bess
Bernhard Bess (* 19. Mai 1863 in Nentershausen; † 13. Dezember 1939 in Berlin) war ein deutscher Theologe und Bibliothekar.

## Leben
Bess studierte Theologie in Marburg, wo er 1890 promoviert und habilitiert wurde. Von 1887 bis 1892 arbeitete er als Repetent am Seminarium Philippinum Marburg. Von 1890 bis 1896 war er Privat-Dozent für historische Theologie an der Universität Marburg. 1891 erhielt er den Titel Professor.
Ab 1896 schlug Bess die Bibliothekslaufbahn ein, zunächst als Hilfsarbeiter und ab 1896 als Hilfsbibliothekar an der Universitätsbibliothek Göttingen. Im Jahr 1900 ging er an die Preußische Staatsbibliothek Berlin, 1902 wurde er Bibliothekar an der Universitätsbibliothek Halle. 1910 wechselte er wieder an die Staatsbibliothek nach Berlin, wo er 1914 Oberbibliothekar und 1915 Rat IV. Klasse wurde. Im Bibliotheksdienst blieb er bis 1928. Er war insgesamt 18 Jahre lang Referent für Theologie an der Staatsbibliothek Berlin.
Bess war daneben Herausgeber der Zeitschrift für Kirchengeschichte und verfasste zahlreiche wissenschaftliche Beiträge auf dem Gebiet der Kirchengeschichte und der Theologie.

## Veröffentlichungen (Auswahl)
- Johannes Gerson und die kirchenpolitischen Parteien Frankreichs vor dem Konzil zu Pisa. Ehrhardt, Marburg 1890.
- Zur Geschichte des Konstanzer Konzils : Studien, Bd. 1: Frankreichs Kirchenpolitik und der Prozess des Jean Petit über die Lehre vom Tyrannenmord bis zur Reise König Sigismunds. Ehrhardt, Marburg 1891 (Digitalisat).
- Luther und das Landesherrliche Kirchenregiment: ein Vortrag. Ehrhardt, Marburg 1894.
- Johannes Falkenberg O.P. und der preussisch-polnische Streit vor dem Konstanzer Konzil. In: Zeitschrift für Kirchengeschichte, Jg. 16 (1896), Heft 3, S. 385–464.
- Das ewige Hohepriestertum Jesu Christi: 2 Predigten über Hebr. 4,14-16 u. Ev. Joh. 14,19. Elwert, Marburg 1899.
- Hrsg.: Unsere religiösen Erzieher: eine Geschichte des Christentums in Lebensbildern. 2 Bde., Quelle & Meyer 1908.
- Die Verhandlungen zu Perpignan und die Schlacht bei Azincourt (1415). In: Historisches Jahrbuch, Bd. 22 (1901), S. 688–709.
- Die Annatenverhandlung der "natio gallicana" des Konstanzer Konzils. In: Zeitschrift für Kirchengeschichte, Bd. 22 (1901), Heft 1, S. 48–70.

- Das Bündnis von Canterbury. In: Mitteilungen des Instituts für Österreichische Geschichtsforschung MIÖG, Bd. 22 (1901), S. 639–658.
- Luther in Marburg 1529. In: Preußische Jahrbücher (1901), S. 419–431.
- Frankreich und sein Papst von 1378 bis 1394: eine Skizze. In: Zeitschrift für Kirchengeschichte; Bd. 25, H. 1, S. 48–89.
- Die Lehre vom Tyrannenmord auf dem Konstanzer Konzil. In: Zeitschrift für Kirchengeschichte, Bd. 36 (1916), S. 1–61.
- Hrsg.: Zum 400jährigen Gedächtnis der deutschen Reformation: Festgabe der Zeitschrift für Kirchengeschichte. In: Zeitschrift für Kirchengeschichte, Bd. 37 (1917), Heft 1/2.
- Hrsg. zusammen mit Sebastian Merkle: Religiöse Erzieher der katholischen Kirche : aus den letzten vier Jahrhunderten / hrsg. von Sebastian Merkle und Bernhard Bess. Quelle und Meyer, Leipzig 1921.